# 2007 în muzică
- 2006 în muzică — 2007 în muzică — 2008 în muzică

## Evenimente
- 10 mai: Premiile muzicale MTV România, Sibiu.
- 12 mai: Finala Eurovision 2007.
- 23 martie: Gala folk "Om bun", Sala Palatului, București.
- 15-17 iunie: Cea de-a II-a ediție a festivalului Artmania de la Sibiu.
- 21-23 iunie: Festivalul Coke Live, Insula Lacul Morii, București. Au cântat: The Prodigy, Pussycat Dolls, The Rasmus, Vanilla Ice, Macy Gray, The Cult, Incubus.
- 29 iunie-1 iulie: Festivalul B'Estival, Complexul Romexpo, București. Au cântat: Marilyn Manson, Alice Cooper, Reamonn, Faithless, Pink, Hooverphonic, Morcheeba.
- 7-8 iulie: Live Earth, Complexul Romexpo, București. Au cântat: Phoenix, Iris, Holograf, Compact, Direcția 5, Voltaj, Taxi, Robert Plant alături de trupa Strange Sensation.
- 16-19 august: Cea de-a V-a ediție a festivalului Stufstock de la Vama Veche.
- 5 octombrie: Concert aniversar Iris, aeroportul Băneasa din București.
- 19 noiembrie: Concert aniversar Phoenix, Teatrul Național din București

## Concertele anului în România
- 15 februarie — Laibach — Sala Agronomia, București
- 13 mai — Gloria Gaynor — Sala Palatului, București
- 25 mai — Gogol Bordello — Arenele Romane, București
- 31 mai — George Michael — Stadionul Lia Manoliu, București
- 12 iunie — RBD — Stadionul Cotroceni, București
- 23 iunie — Bob Sinclar — Arenele Romane, București
- 7 iulie —  Michael Bolton — Brașov
- 12 iulie — Sepultura — Parcul Național, București
- 13 iulie — Tori Amos — Sala Polivalentă, București
- 17 iulie — Rolling Stones — Stadionul Lia Manoliu, București
- 16 iulie — Julio Iglesias — Ștrandul Tineretului, Timișoara
- 19 iulie — Julio Iglesias — Sibiu
- 25 iulie — Julio Iglesias — Stadionul Cotroceni, București
- 28 iulie — Julio Iglesias — Sala de Spectacole, Constanța
- 8 septembrie — Lake of Tears — Arenele Romane, București
- 15 septembrie — Black Eyed Peas — Arenele Romane, București
- 19 septembrie — Snoop Dogg — Arenele Romane, București
- 6 octombrie — Muse — Stadionul "Arcul de Triumf", București
- 16 octombrie — Uriah Heep — București
- 22 octombrie — Beyonce — Stadionul Ion Moina, Cluj
- 31 octombrie — Deep Purple — Stadionul Cotroceni, București
- 10 noiembrie — Scorpions — Piața Mare, Sibiu
- 25 noiembrie — Pet Shop Boys — Sala Palatului, București
- 14 decembrie — Eros Ramazzotti — Sibiu
- 16 decembrie — Smokie — Sala Polivalentă, București
- 18 decembrie — Shakin Stevens — Sala Polivalentă, București
- 30 decembrie — The Prodigy — Sibiu
- 31 decembrie — Reamonn, Europe — Sibiu

## Aniversări
- 45 de ani de activitate a trupei Phoenix.
- 30 de ani de activitate a trupei Iris.